# Кирк, Оливер
Оливер Леонард Кирк, или Керк (англ. Oliver Leonard Kirk; 20 апреля 1884, Биатрис, Небраска — 14 марта 1960, Сент-Луис, Миссури) — американский боксёр, двукратный чемпион летних Олимпийских игр 1904.
На Играх 1904 в Сент-Луисе Кирк соревновался в легчайшем (до 52,2 кг) и полулегчайшем (до 56,7 кг) весе. Он стал победителем в обеих дисциплинах, проведя в сумме два боя. Кирк стал единственным двукратным победителем соревнований на одних и тех же Играх за всю историю Олимпиад.